# Doom Emacs
Doom Emacsは、GNU Emacsの設定フレームワークである。設定の柔軟性を維持しながら、安定性、再現性、効率性のバランスを取ることを目的としている。id Softwareの古典的なゲーム『DOOM』にちなんで名付けられた。  
Doom Emacsには、設定を簡素化するためのさまざまなツールと調整が含まれている。また、更新と個人設定を自動化する専用のヘルパーユーティリティも備えている。  
ユーザーは、150を超えるモジュールを使用してDoom Emacsをカスタマイズし、調整や追加機能を有効にできる。これらのモジュールは、基本的な言語サポートからUIの変更まで多岐にわたり、ユーザーはDoom Emacsを個人の環境に合わせて調整できる。